# 圣地亚哥·卡尼萨雷斯
圣地亚哥·卡尼萨雷斯（西班牙語：Santiago Cañizares，1969年12月18日—），西班牙足球運動員，司職守門員。

## 生平

### 球會
簡尼沙里斯早於1988年在皇家馬德里展開其球員生涯，初時只是為皇家馬德里B隊作賽。1990年他被皇家馬德里外借至西班牙一些小型球會吸收比賽經驗，到1992年被外借至西甲球會切爾達。簡尼沙里斯在切爾達的表現非常出色，亦在1992/93賽季首次奪得森莫拉獎。他憑著在切爾達效力期間的優異表現，終在1994年被皇家馬德里收回己用，不幸地四年間他都未能在球會確立自己的正選位置，四年間上陣共41場賽事。
1998年簡尼沙里斯轉投華倫西亞並成為了華倫西亞主力。2000年和2001年他協助華倫西亞連續兩年打入歐洲聯賽冠軍杯決賽，創造了當時球壇佳話，但不幸地兩次都不能奪冠而回。2000年以0-3敗於皇家馬德里；2001年與拜仁慕尼黑激戰120分鐘，卻在互射十二碼中飲恨，賽後他因未能摘冠而流淚，對方門將簡尼亦識英雄重英雄，親自安慰他。2002年及2004年，他為華倫西亞贏得了兩屆西甲聯賽冠軍。而2004年同時奪得歐洲足協杯冠軍。
2007年華倫西亞由荷蘭人罗纳德·科曼出任主教練，簡尼沙里斯被罗纳德·科曼棄用。至2008年4月21日，罗纳德·科曼被球會解僱，卡尼萨雷斯重新得到上陣機會。可是，簡尼沙里斯還是要告別效力了十年的華倫西亞，與球會提早至2008年5月19日中止合約。

### 國家隊
簡尼沙里斯自1993年起已代表西班牙國家隊出賽，早年參加過1994年世界杯、1996年歐洲國家杯和1998年世界杯，但一直是屈居於蘇比沙列特之下。直至2000年歐洲國家盃終成為國家隊首席守門員。2002年世界杯簡尼沙里斯本來有機會以國家隊正選門將身份出賽，但不幸地因打破了一個玻璃瓶弄傷了腳掌，結果門將之位置讓卡斯拿斯頂替。

## 榮譽

### 球會
- 西班牙
  - 1992年巴塞隆拿奧運會金牌
- 皇家馬德里
  - 西班牙甲組足球聯賽冠軍（2次）
    - 1994/95、1996/1997

  - 西班牙超級盃冠軍（1次）
    - 1997

  - 歐洲聯賽冠軍杯冠軍（1次）
    - 1997/1998
- 華倫西亞
  - 西班牙甲組足球聯賽冠軍（2次）
    - 2001/02、2003/04

  - 西班牙盃冠軍（2次）
    - 1999、2008

  - 西班牙超級盃冠軍（2次）
    - 1999、2004

  - 歐洲足協杯冠軍（1次）
    - 2003/04

  - 歐洲超霸杯冠軍（1次）
    - 2005

  - 歐洲聯賽冠軍杯亞軍（2次）
    - 2000、2001

### 個人
- 森莫拉獎（英语：Ricardo Zamora Trophy）
  - 1992/93(切爾達),2000/01,2001/02,2003/04(華倫西亞)